# Armando Gentilucci
Armando Gentilucci (* 8. Oktober 1939 in Lecce, Provinz Lecce; † November 1989 in Mailand) war ein italienischer Komponist, Dirigent, Essayist und Musikkritiker.

## Leben und Werk
Armando Gentilucci war der Sohn des italienischen Komponisten und Musikforschers Ottorino Gentilucci. Er studierte nach dem Schulbesuch am Konservatorium in Mailand bei Bruno Bettinelli und Franco Donatoni Komposition sowie Klavier, Chormusik und Dirigieren.
Anschließend wurde er selbst als Dozent für Musiktheorie an den Konservatorien in Bozen und Mailand tätig. Seit 1969 bis zu seinem Tode wirkte er als Direktor des Musikinstituts von Reggio nell’Emilia.
Gentilucci, der auch als Dirigent, Essayist und Musikkritiker tätig war, schuf zahlreiche Kompositionen für Symphonieorchester und Ensembles, aber auch Einzelinstrumente. Einige seiner Werke widmete er dem Klarinettisten Ciro Scarponi. Zu seinen Kompositionen gehören:
| - Studi per un Dies irae, 1972 - Come qualcosa palpito nel fondo, 1973 - Coinvolgimento, 1974 - In divenire, 1974 - Molteplice, 1976–1977 - Le secrete vie, 1980–1981 - Voci dal silenzio, 1981 - Ramo di foglia verde, 1982 | - Ritorno di un canto dimenticato, 1983 - Il chiarore dell’utopia, 1985 - Azzurri abissi, 1985–1986 - Moby Dick, 1986–1988 - Il tempo sullo sfondo - Canti di Majakovskij - Che voi pensiate - Phonomimésis |